# Dutch Open 2004
Il Dutch Open 2004 (conosciuto anche come Priority Telecom Open) è stato un torneo di tennis giocato sulla terra rossa.
È stata la 45ª edizione del Dutch Open, che fa parte della categoria International Series nell'ambito dell'ATP Tour 2004. 
Si è giocato allo Sportlokaal de Bokkeduinen di Amersfoort nei Paesi Bassi, dal 12 al 18 luglio 2004.

## Campioni

### Singolare
Martin Verkerk ha battuto in finale  Fernando González con il punteggio di 7–6(5), 4–6, 6–4

### Doppio
Jaroslav Levinský /  David Škoch hanno battuto in finale  José Acasuso /  Luis Horna con il punteggio di 6–0, 2–6, 7–5